# Baccha elongata
Baccha elongata је инсект из реда двокрилаца који припада породици осоликих мува. 

## Распрострањење
Ова врста насељава Европу, Азију и Северну Америку. У Србији је присутна у већем делу земље. Насељава влажне и сеновите листопадне и четинарске шуме.

## Опис
је изузетно витка врста са дужином тела од 7 - 11 мм. Очи мужјака се додирују. B. elongata се може помешати само са врстама из рода Sphegina, али је много већа и виткија. B. elongata лети у 2 генерације од априла до јуна и од јула до септембра или октобра. Имага ове врсте посећују цвеће породица главочики, (ружи) и штитара. Ларве живе на зељастим биљкама и хране се лисним вашима и инсектима.

## Синоними
- Baccha abbreviata Meigen, 1822
- Baccha angusta Osten Sacken, 1877
- Baccha karpatica Violovich, 1976
- Baccha klugii Meigen, 1830
- Baccha nigricornis Schummel, 1841
- Baccha nigripennis Meigen, 1822
- Baccha obscuricornis Loew, 1863
- Baccha sachalinica Violovich, 1976
- Baccha scutellata Meigen, 1822
- Baccha sibirica Violovich, 1976
- Baccha sphegina Meigen, 1822
- Baccha tabida Meigen, 1822
- Baccha tricincta Bigot, 1884
- Baccha vitripennis Meigen, 1822
- Musca erratica Scopoli, 1763
- Syrphus elongatus Fabricius, 1775